# HMS Maidstone (1758)
Pour les autres navires du même nom, voir HMS Maidstone.
Le  HMS Maidstone est une frégate de sixième rang de 28 canons, de classe Coventry, construite par les chantiers de Rochester pour la Royal Navy et lancée le 9 février 1758. Il est démoli en juillet 1794.

## Histoire

### Conception
Le Maidstone est construit à Rochester par Thomas Seward sur des plans de Thomas Slade.
La frégate fait partie de la même classe que le Coventry, conçu par l’architecte naval Thomas Slade « […] suivant les dimensions du Tartar (en) avec quelques modifications intérieures si nécessaire […] », réalisant en cela une nouvelle adaptation du HMS Lyme (en). Douze autres frégates vont être produites par la suite suivant les dimensions du Coventry en 1756 et 1763, puis cinq autres avec un plan modifié. Au total 20 frégates de la classe Coventry vont être construites de 1756 à 1783 en quatre versions différentes.
Son armement consiste en 24 canons de 9 livres et de 12 canons d’une demi-livre sur les ponts supérieurs, complétés par 4 canons de 3 livres sur les gaillards.
Elle subit une révision complète de juin 1771 à septembre 1773 aux chantiers navals de Woolwich.

### Guerre de Sept Ans (1756 - 1763)
Son premier commandant est Dudley Digges, avec lequel elle s’empare du corsaire le Dange. Elle participe ensuite à la bataille des Cardinaux le 20 novembre 1759.

### Fin de carrière
La frégate est démolie aux chantiers navals de Sheerness en juillet 1794.